# روجر لانكستر
روجر لانكستر (4 فبراير 1951 في المملكة المتحدة - ) (بالإنجليزية: Roger Lancaster)‏ هو لاعب كريكت بريطاني. لعب مع نادي مقاطعة ستافوردشاير للكريكت ‏.

## وصلات خارجية
- روجر لانكستر على موقع إي آس بي آن كريك إنفو (الإنجليزية)